# Takashi Fukunishi
Takashi Fukunishi (Ehime, 1 de setembro de 1976) é um ex-futebolista profissional japonês, que atuava como meia.

## Carreira

### Júbilo Iwata
Atuou pelo Júbilo Iwata, clube na qual se formou entre 1995 e 2006.

### FC Tokyo
Em 2007, se transferiu para o FC Tokyo, na J-League, no clube atuou apenas uma temporada.

### Tokyo Verdy
Em 2008, assinou com o tradicional Tokyo Verdy,  verde-negro de Tóquio, na segunda divisão. Com 29 partidas e 3 gols na temporada, se aposentou em 2008 no Verdy.

## Seleção
Fukunishi integrou a Seleção Japonesa de Futebol na Copa América de 1999 e duas Copas do Mundo 2002 e 2006.

## Títulos
Japão
- Copa da Ásia: 2004